# Kirensk
Kirensk è una cittadina della Siberia sudorientale (Oblast' di Irkutsk), situata 710 km a nord del capoluogo Irkutsk alla confluenza del Vitim nella Lena; è il capoluogo amministrativo del distretto omonimo.
Fondata nell'anno 1630 come campo invernale con il nome di Nikol'skij, venne rinominata come Kirenskij ostrog nel 1665; si sviluppò nei decenni successivi come centro commerciale, ricevendo lo status di città nel 1775.
Kirensk è dotata di un aeroporto, oltre che di un porto fluviale.

## Società

### Evoluzione demografica
Fonte: mojgorod.ru
- 1897: 2.300
- 1926: 4.700
- 1959: 14.400
- 1979: 16.100
- 1989: 16.100
- 2002: 13.712
- 2007: 12.800

## Clima
| Kirensk (1991-2020) Fonte:  | Mesi         | Mesi         | Mesi         | Mesi         | Mesi         | Mesi        | Mesi        | Mesi        | Mesi         | Mesi         | Mesi         | Mesi         | Stagioni | Stagioni | Stagioni | Stagioni | Anno  |
| Kirensk (1991-2020) Fonte:  | Gen          | Feb          | Mar          | Apr          | Mag          | Giu         | Lug         | Ago         | Set          | Ott          | Nov          | Dic          | Inv      | Pri      | Est      | Aut      | Anno  |
| --------------------------- | ------------ | ------------ | ------------ | ------------ | ------------ | ----------- | ----------- | ----------- | ------------ | ------------ | ------------ | ------------ | -------- | -------- | -------- | -------- | ----- |
| T. max. media (°C)          | −20,3        | −13,7        | −2,7         | 6,5          | 15,6         | 23,7        | 25,8        | 22,6        | 13,1         | 2,9          | −10,6        | −20,0        | −18,0    | 6,5      | 24,0     | 1,8      | 3,6   |
| T. media (°C)               | −25,8        | −21,1        | −11,4        | −0,5         | 8,1          | 16,0        | 18,7        | 15,4        | 7,0          | −1,9         | −15,6        | −25,0        | −24,0    | −1,3     | 16,7     | −3,5     | −3,0  |
| T. min. media (°C)          | −31,3        | −27,8        | −19,5        | −7,0         | 1,2          | 9,0         | 12,4        | 9,6         | 2,4          | −5,8         | −20,5        | −30,1        | −29,7    | −8,4     | 10,3     | −8,0     | −8,9  |
| T. max. assoluta (°C)       | 1,4 (1995)   | 7,0 (1960)   | 16,1 (1990)  | 24,5 (2014)  | 33,6 (1999)  | 36,8 (1975) | 36,6 (1986) | 36,5 (1898) | 29,3 (2007)  | 24,0 (1986)  | 10,6 (2013)  | 4,1 (1955)   | 7,0      | 33,6     | 36,8     | 29,3     | 36,8  |
| T. min. assoluta (°C)       | −57,8 (1966) | −56,2 (1969) | −47,7 (1971) | −36,8 (1966) | −15,4 (1902) | −4,3 (1909) | 0,1 (2018)  | −5,3 (1898) | −11,3 (1909) | −37,6 (1974) | −49,6 (1968) | −57,0 (1949) | −57,8    | −47,7    | −5,3     | −49,6    | −57,8 |
| Nuvolosità (okta al giorno) | 8,2          | 8,3          | 8,0          | 8,3          | 8,6          | 8,7         | 8,4         | 8,2         | 8,4          | 8,8          | 8,7          | 8,5          | 8,3      | 8,3      | 8,4      | 8,6      | 8,4   |
| Precipitazioni (mm)         | 20           | 15           | 11           | 14           | 34           | 53          | 62          | 55          | 41           | 30           | 27           | 26           | 61       | 59       | 170      | 98       | 388   |
| Giorni di pioggia           | 0            | 0,03         | 1,0          | 8,0          | 16,0         | 18,0        | 17,0        | 16,0        | 18,0         | 10,0         | 1,0          | 0,0          | 0,0      | 25,0     | 51,0     | 29,0     | 105,0 |
| Nevicate (cm)               | 37           | 42           | 42           | 18           | 0            | 0           | 0           | 0           | 0            | 2            | 14           | 28           | 107      | 60       | 0        | 16       | 183   |
| Giorni di neve              | 26           | 24           | 19           | 15           | 6            | 0,3         | 0,0         | 0,1         | 3,0          | 20,0         | 26,0         | 27,0         | 77,0     | 40,0     | 0,4      | 49,0     | 166,4 |
| Giorni di nebbia            | 7            | 4            | 3            | 1            | 3            | 9           | 13          | 17          | 12           | 4            | 4            | 5            | 16       | 7        | 39       | 20       | 82    |
| Umidità relativa media (%)  | 78           | 77           | 70           | 62           | 59           | 67          | 74          | 78          | 79           | 77           | 79           | 79           | 78       | 63,7     | 73       | 78,3     | 73,3  |
| Vento (direzione-m/s)       | SW 1,3       | SW 1,4       | SW 2,0       | SW 2,6       | W 2,7        | S 2,2       | N 1,9       | N 1,7       | W 1,9        | SW 2,4       | SW 2,0       | SW 1,5       | 1,4      | 2,4      | 1,9      | 2,1      | 2,0   |